# Cacopsylla stricklandi
Cacopsylla stricklandi är en insektsart som först beskrevs av Caldwell 1939.  Cacopsylla stricklandi ingår i släktet Cacopsylla och familjen rundbladloppor. Inga underarter finns listade i Catalogue of Life.